# Passaporto CARICOM
Il passaporto CARICOM è un documento rilasciato ai cittadini degli Stati membri della Comunità Caraibica per effettuare viaggi all'estero.